# 473 (tal)
473 är det naturliga talet som följer 472 och som följs av 474.

## Inom vetenskapen
- 473 Nolli, en asteroid.

## Inom matematiken
- 473 är ett udda tal.
- 473 är ett sammansatt tal.
- 473 är ett semiprimtal.[1]